# Stac Dona
Stac Dona är en rauk i Storbritannien.   Den ligger i kommunen Yttre Hebriderna och riksdelen Skottland.